# O2 (España)
O2 (estilizado como O2) es una marca comercial de la compañía multinacional española de telecomunicaciones Telefónica que presta los servicios de teléfono fijo, móvil e internet (fibra y 5G).1

## Historia
O2 España (estilizado como O₂) es una marca comercial de Telefónica que se presentó en el mercado español el 12 de junio de 2018, aunque no se empezó a comercializar hasta el 20 de junio de 2018.
El director de la marca O2 España es el exdirector de la operadora de telefonía Pepephone, Pedro Serrahima, quien se incorporó al grupo Telefónica en enero de 2018 como director de desarrollo de negocio multimarca.
Desde el lanzamiento de la marca, Telefónica ha logrado mejorar sus datos de captación y los de retención de líneas móviles y fijas. La marca O2 acabó 2019 con unos 350.000 clientes, de los que la mitad tienen una línea de sólo móvil con 25GB y llamadas ilimitadas y el 50% restante, cuenta con un plan similar junto a una línea fija y fibra óptica.
O2, junto con Movistar, se convierte en 2023 en uno de los primeros operadores en España en direccionar con IPv6 el tráfico de internet de sus usuarios móviles. 
En mayo de 2024, O2 se convierte en la primera marca low cost del mercado en ofrecer 5G+. O2 utiliza la cobertura 5G+ desplegada por Movistar. 

## Infraestructura
Es una marca comercial de la compañía de telecomunicaciones Telefónica y opera en otros países de Europa como Alemania y Reino Unido con la marca. En España, O2 ofrece sus productos bajo la cobertura de Movistar.

## Regulación de tarifas
A pesar de la controversia generada a raíz de la decisión de fijar dos precios distintos para el paquete convergente en función de la zona geográfica, la Comisión Nacional de los Mercados y la Competencia aclaró en su blog, pocos días después de la presentación del nuevo operador, que esta decisión nada tenía que ver con las regulaciones a las que Telefónica España está sometida como consecuencia de su posición dominante. En el artículo se explica que el origen de la existencia de dos tarifas distintas está en la negativa de Movistar de bajar el precio mayorista (NEBA local) que tienen que pagar el resto de operadores para acceder a su fibra. Un precio más bajo permitiría a sus rivales replicar (con margen de beneficio) la oferta de O2 en las zonas reguladas, habilitando de la misma forma a la compañía a tener un único precio para todo el territorio nacional.